# USS Helena (CL-50)
Pour les autres navires du même nom, voir USS Helena.
L'USS Helena (CL-50) est un croiseur léger de classe St. Louis de la marine américaine. Construit dans les Brooklyn Navy Yard, il fut torpillé et coulé en 1943 par la marine japonaise lors de la Seconde Guerre mondiale.

## Service

### Attaque de Pearl harbor
Le 7 décembre 1941, lors de l'attaque de Pearl Harbor, le croiseur Helena se trouve à couple du mouilleur de mines Oglala en face du bassin de radoub no 1 au niveau du quai Argonne. Cette situation est très exposée à une attaque aérienne surtout pour l’Oglala qui en quelque sorte protège l’Helena. Un marin donne vite l'alerte mais personne ne l'écoute et c'est l'amiral Furlong qui finalement la donne. Il donne ordre de sortir aux bâtiments mais très vite, une torpille arrive droit sur l’Oglala, et passe en dessous de celui-ci pour finalement exploser au milieu de l’Helena. À 7 h 57, les horloges du navire sont arrêtées du fait de l'explosion de la torpille qui endommage aussi son voisin. L'équipage se met aux postes de combat alors que l'eau envahit le navire. L'artillerie très vite approvisionnée se met à tirer sur les bombardiers qui réussissent cependant à trouer grâce à une bombe l'avant du navire.
La deuxième vague s'annonce avec l'arrivée de trois Aichi qui délaissent très vite le croiseur pour s'en prendre au Nevada qui s'échappe. Puis, l'amiral Furlong ordonne de couper les aussières le reliant au mouilleur de mines, libérant ce dernier qui coule. L’Helena réussit lui à colmater ses voies d'eau. L'attaque fait 34 morts parmi l'équipage.

### Campagne de Guadalcanal
Il reprend du service dès juin 1942 et participe à la campagne de Guadalcanal.
Il participe à la bataille du cap Espérance en octobre 1942 et aussi à la bataille navale de Guadalcanal le 13 novembre 1942, près de l'ile de Savo.

### Bataille du golfe de Kula

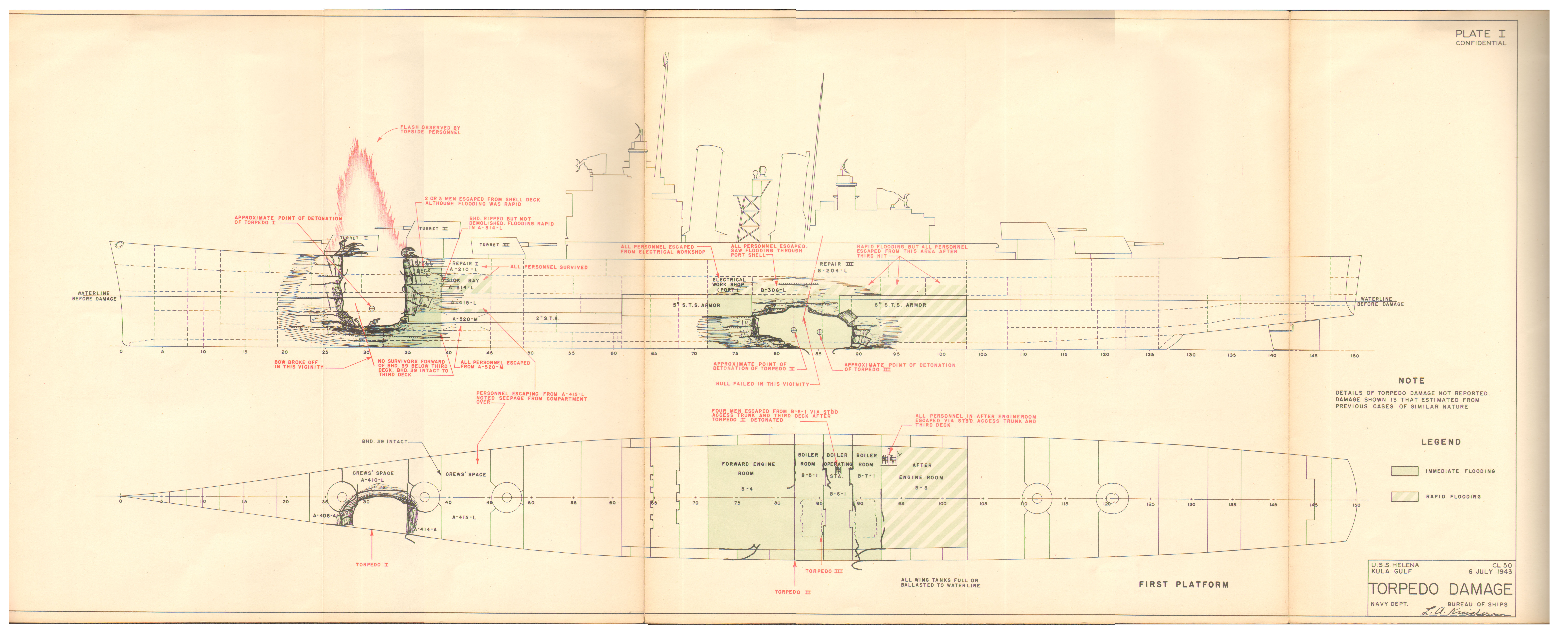
Extrait du rapport de l'US Navy sur les dommages subis dans la nuit du 5-6 juillet 1943 qui causèrent le naufrage de l' USS Helena le 6 juillet 1943.

Le navire est torpillé lors de la bataille du golfe de Kula le soir du 5 juillet 1943. Il est touché par trois torpilles Long Lance de 610 mm lancées par les destroyers japonais. La première explose sur bâbord entre les tourelles 1 et 2. Les deux autres explosent pratiquement au même niveau, c'est-à-dire au centre du navire, toujours sur bâbord.
Vingt-deux minutes après l'explosion de la première torpille, l'arrière du navire coule. La proue reste à la surface jusqu'au lendemain pour le bien des marins qui y sont restés accrochés. En effet, pendant 30 minutes les destroyers, USS Nicholas et USS Radford, ont repêché les survivants de l'Helena. Mais le soleil allant bientôt se lever et l'ennemi étant proche, les deux destroyers stoppent le repêchage des rescapés. Anticipant une attaque aérienne, les destroyers battent en retraite vers Tulagi, transportant à leur bord quelque 275 survivants. Si ceux-ci furent repêchés avant le matin, pour d'autres il fallut attendre onze jours de plus.
Sur les quelque 900 hommes d'équipage, 168 ont péri.

## Découverte de l'épave
Le 11 avril 2018, le bateau de recherche RV Petrel, propriété du milliardaire Paul Allen a découvert et identifié par 859 mètres de profondeur l'épave de l' USS Helena.